# Una famiglia senza freni
Una famiglia senza freni (À fond) è un film francese del 2016 diretto da Nicolas Benamou.

## Trama
Il chirurgo plastico Tom Cox parte per le vacanze con la moglie Julia e i figli Lison e Noé, su un'automobile nuova fiammante. L'inattesa presenza di Ben, il padre di Tom, suscita il malumore di Julia e provoca parecchio scompiglio.
Tom decide di impostare la velocità massima del veicolo a 130 km/h in autostrada per viaggiare in tranquillità, ma nel corso del viaggio il motore ha un malfunzionamento e la famiglia si ritrova sull'automobile che corre impazzita sull'autostrada a 160 km/h e con i freni fuori uso.

## Produzione
Le riprese del film si sono svolte in Macedonia del Nord ed in Francia, in particolare a Parigi.

## Accoglienza
Il film ha incassato circa 7 milioni di dollari in tutto il mondo, e in Italia è stato distribuito in home video dalla Lucky Red.